# التفجيرات النووية للاقتصاد الوطني
التفجيرات النووية للاقتصاد الوطني (يشار إليها أحيانا باسم البرنامج رقم 7) هو برنامج بالاتحاد السوفيتي للتحقيق في الانفجارات النووية السلمية.
أحد الاختبارات المعروفة في 15 يناير 1965. تم الكشف عن النشاط الإشعاعي على اليابان من قبل كل من الولايات المتحدة واليابان في انتهاك واضح لمعاهدة حظر التجارب الجزئية لعام 1963 (PTBT). اشتكت الولايات المتحدة إلى السوفييت ولكن لم يتم النظر اليها.

## المشاكل
كان من بين الكوارث الكارثونية انفجار 3 في ياكوتيا في عام 1978 الذي كان من المفترض أن يكشف عن الخامات الغنية بالألماس. وبدلاً من ذلك كانت كمية الأماس ضئيلة لكن تلوث المياه من البلوتونيوم كان أعلى بكثير مما كان متوقعاً. كارثة أخرى في 19 سبتمبر 1971 لقد كان انفجارًا صغيرًا تحت الأرض بلغ 2.5 كيلوطن وهو جزء من برنامج الزلازل لاستكشاف النفط والغاز. بشكل غير متوقع ، تسربت كمية كبيرة من الغازات المشعة عبر الشقوق إلى الأرض ، مما أوجد بقعة إشعاعية كبيرة قطرها كيلومترين في المنطقة ذات الكثافة السكانية العالية في روسيا الأوروبية. وغيّر رافد صغير من نهر الفولجا كان من الممكن أن يؤدي ذلك إلى التلوث النووي في منطقة الفولجا بأكملها. انتهت التجارب باعتماد وقف اختياري من جانب واحد لاختبار الأسلحة النووية في المواقع السوفياتية في عام 1989.

## التوقف
على الرغم من أن هذا الهدف كان في الأساس يهدف إلى دعم دعوة ميخائيل جورباتشوف إلى فرض حظر عالمي على تجارب الأسلحة النووية ، فإن الروس على ما يبدو طبقوا الوقف الاختياري للتفجيرات النووية السلمية.